# Olympische Sommerspiele 1936/Leichtathletik – 10.000 m (Männer)

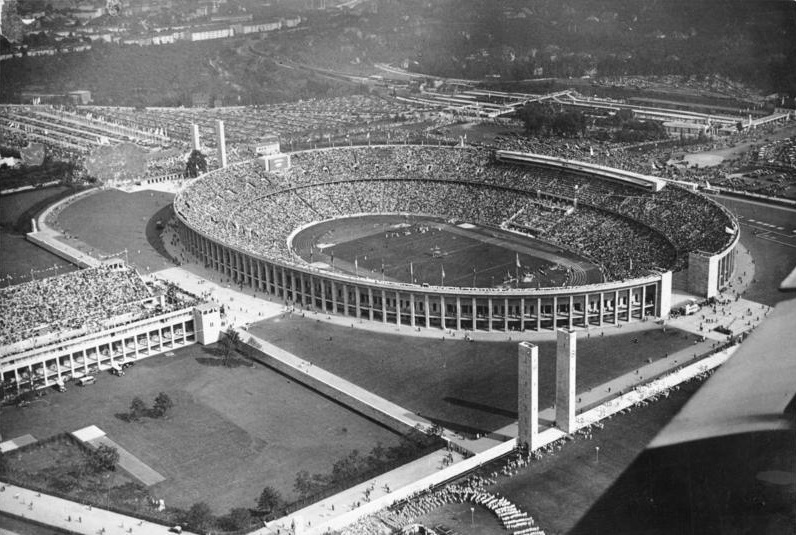
Das Olympiastadion in Berlin

Der 10.000-Meter-Lauf der Männer bei den Olympischen Spielen 1936 in Berlin wurde am 2. August 1936 im Olympiastadion Berlin ausgetragen. Dreißig Athleten nahmen teil.
Die finnische Olympiamannschaft konnte einen Dreifachtriumph feiern. Ilmari Salminen gewann vor Arvo Askola und Volmari Iso-Hollo.

## Bestehende Rekorde
| Weltrekord         | 30:06,2 min | Paavo Nurmi ( Finnland)    | Kuopio, Finnland    | 31. August 1924 |
| Olympischer Rekord | 30:11,4 min | Janusz Kusociński ( Polen) | OS Los Angeles, USA | 31. Juli 1932   |

Der bisherige olympische Rekord hatte auch nach den Spielen von Berlin weiter Bestand, der finnische Olympiasieger  Ilmari Salminen verfehlte ihn im Rennen am 2. August allerdings nur um genau vier Sekunden. Zum Weltrekord fehlten 9,2 Sekunden.

## Das Rennen
2. August 1936, 17.30 Uhr

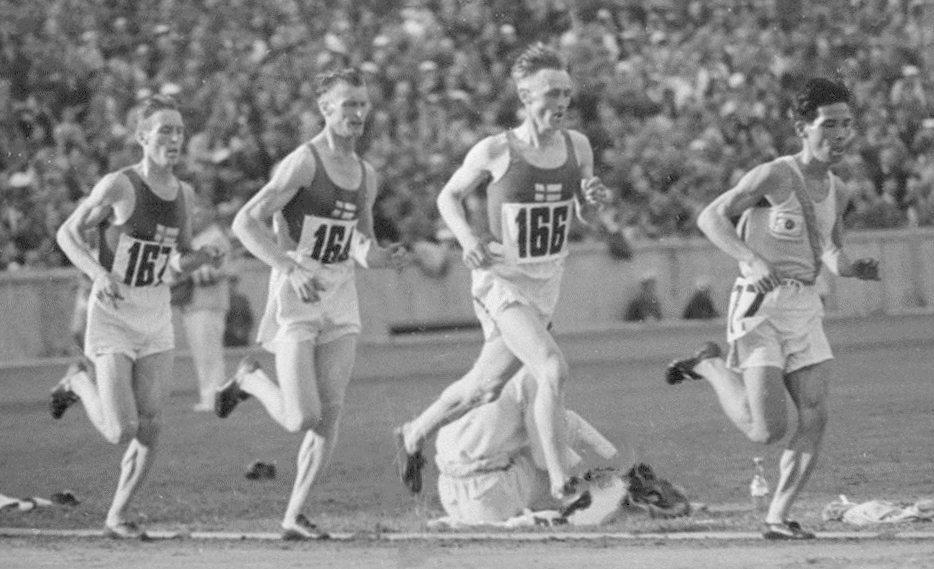
Das 10.000-Meter-Rennen (hier v. l. n. r.): Volmari Iso-Hollo, Arvo Askola, Ilmari Salminen, Kōhei Murakoso

Wetterbedingungen: bedeckt, 20 °C, Windgeschwindigkeit von 2,1 m/s. Gegenwind auf der Gegengeraden, Rückenwind auf der Zielgeraden
| Platz | Name               | Nation             | Zeit        | Anmerkung |
| ----- | ------------------ | ------------------ | ----------- | --------- |
| 1     | Ilmari Salminen    | Finnland           | 30:15,4 min |           |
| 2     | Arvo Askola        | Finnland           | 30:15,6 min |           |
| 3     | Volmari Iso-Hollo  | Finnland           | 30:20,2 min |           |
| 4     | Kōhei Murakoso     | Japan              | 30:25,0 min |           |
| 5     | Alec Burns         | Großbritannien     | 30:58,2 min |           |
| 6     | Juan Carlos Zabala | Argentinien        | 31:22,0 min |           |
| 7     | Max Gebhardt       | Deutsches Reich    | 31:29,6 min |           |
| 8     | Donald Lash        | USA                | 31:39,4 min |           |
| 9     | Odd Rasdal         | Norwegen           | 31:40,4 min |           |
| 10    | Harry Siefert      | Dänemark           | 31:52,6 min |           |
| 11    | Giuseppe Beviacqua | Königreich Italien | 31:57,0 min |           |
| 12    | János Kelen        | Ungarn             | 32:01,0 min |           |
| 13    | Henning Sundesson  | Schweden           | 32:11,8 min |           |
| 14    | Józef Noji         | Polen              | 32:13,0 min |           |
| 15    | Rudolf Wöber       | Österreich         | 32:22,0 min |           |
| 16    | Eino Pentti        | USA                | 32:23,0 min |           |
| 17    | Ludvík Bombík      | Tschechoslowakei   | 32:24,0 min |           |
| 18    | Lucien Tostain     | Frankreich         | 32:24,2 min |           |
| 19    | André Sicard       | Frankreich         | 32:25,0 min |           |
| 20    | André Lonlas       | Frankreich         | 32:58,0 min |           |
| 21    | Walter Schönrock   | Deutsches Reich    | 32:59,0 min |           |
| 22    | Josef Siegers      | Deutsches Reich    | k. A.       |           |
| DNF   | Pierre Bajart      | Belgien            |             |           |
| DNF   | William Eaton      | Großbritannien     |             |           |
| DNF   | John Potts         | Großbritannien     |             |           |
| DNF   | Scotty Rankine     | Kanada             |             |           |
| DNF   | Raunaq Singh Gill  | Britisch-Indien    |             |           |
| DNF   | Fusashige Suzuki   | Japan              |             |           |
| DNF   | Milton Wallace     | Kanada             |             |           |
| DNF   | Stanley Wudyka     | USA                |             |           |

Die drei Finnen Arvo Askola, Volmari Iso-Hollo und Ilmari Salminen gingen gleich nach Rennbeginn in Führung und kontrollierten zunächst das Geschehen. Doch schnell übernahm der Japaner Kōhei Murakoso die Spitze und schlug dabei ein hohes Tempo an – 5000 Meter in 15:00,9 min. Bei 6000 Metern beschleunigten die drei Finnen, der Brite Alec Burns, der als einziger neben Murakoso noch mithalten konnte, fiel jetzt zurück. Aber der Japaner ließ sich nicht abschütteln und hielt bis zu Beginn der letzten Runde Anschluss. Hier forcierten die Finnen noch einmal und machten jetzt die Medaillen unter sich aus. Iso-Hollo konnte dem Spurt seiner Landsleute nicht mehr folgen und gewann die Bronzemedaille. Der Kampf um Gold blieb bis zum Schluss spannend. Salminen wurde schließlich Olympiasieger, Askola gewann Silber.
Im sechsten olympischen Finale über 10.000 Meter gewann Ilmari Salminen die fünfte finnische Goldmedaille.

Von den bisher achtzehn vergebenen Medaillen gewannen finnische Läufer alleine zwölf.

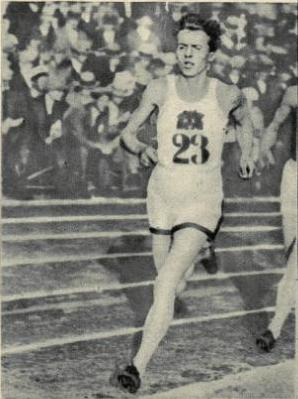
Volmari Iso-Hollo gewann die Bronzemedaille
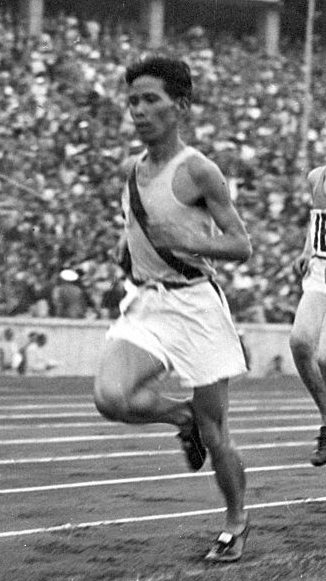
Kōhei Murakoso belegte wie auch später über 5000 Meter Rang vier
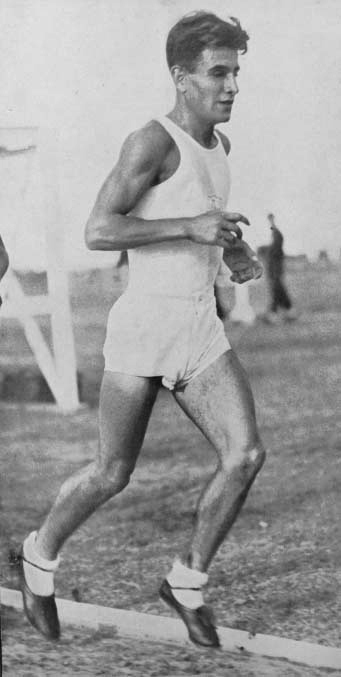
Juan Carlos Zabala, Sieger des olympischen Marathonlaufs von 1932, erreichte das Ziel auf Platz sechs

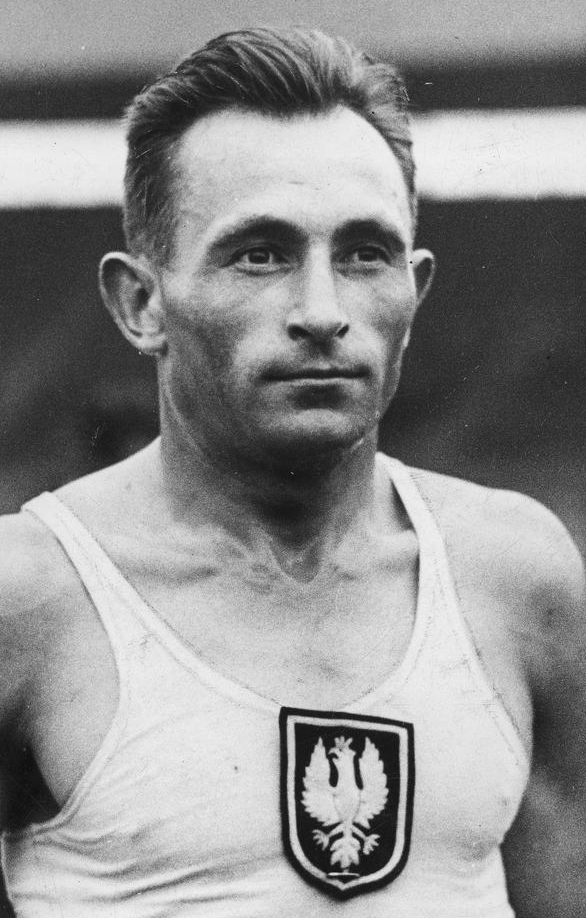
Józef Noji, zwei Tage darauf Fünfter im 5000-Meter-Lauf, wurde Vierzehnter
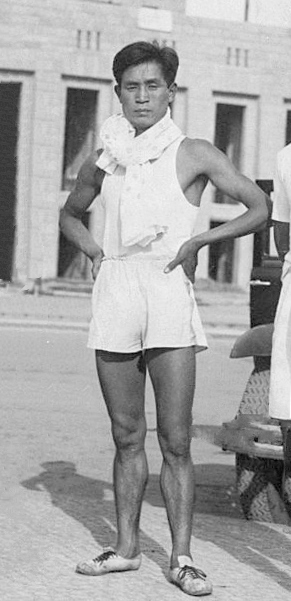
Fusashige Suzuki – nicht im Ziel

## Videolinks
- 1936, 10,000m, Men, Olympic Games, Berlin, youtube.com, abgerufen am 12. Juli 2021
- Berlin 1936 - Olympics - Olympia - Stadium - Athletics compilation1 - Leichtathletik1, Bereich 0:00 min bis 1:25 min, youtube.com, abgerufen am 12. Juli 2021
- Berlin 1936 - Olympics - Olympia - Athletics - Leichtathletik - Footage 3, Bereich 12:12 min bis 13:04 min, youtube.com, abgerufen am 12. Juli 2021